# 大西洋黑绵鳚
大西洋黑绵鳚，為輻鰭魚綱鱸形目绵鳚亞目绵鳚科的其中一種，分布於西大西洋區，從加拿大至美國維吉尼亞州及東大西洋區，從蘇格蘭經地中海至非洲茅利塔尼亞海域，屬底棲性魚類，棲息深度400-1853公尺，體長可達15公分，屬肉食性，以橈腳類等為食。

## 扩展阅读
維基物種上的相關：大西洋黑绵鳚